# Fondation Jean-Claude-Reynal
Pour les articles homonymes, voir Reynal.
La Fondation Jean-Claude-Reynal offre chaque année une bourse d'études à l'étranger pour un jeune artiste travaillant sur papier.
Jean-Claude Reynal est un graveur français. À sa disparition, son père Georges Reynal, accomplit son vœu, réalisant ses biens pour constituer la fondation qui porte son nom, sous l’égide de la Fondation de France.
Chaque année une bourse de 10 000 € permet à un jeune créateur (créatrice) de bénéficier, comme lui jadis, d’un voyage d’étude à l’étranger. Ainsi, les lauréats ont pu aller travailler en Espagne, au Maroc au Canada… réalisant un projet pictural enrichi. La Bourse Jean-Claude Reynal s’adresse à des artistes, âgés de 20 à 30 ans.
La fondation est animée par un comité exécutif composé de personnalités bordelaises et de l’École des Beaux Arts de Bordeaux qui assume la mise en œuvre de la Bourse.

## Lauréats
- 1991 : Caroline Sury, auteur de bande dessinée
- 1992 : Franck Denon, voyage à Séville
- 1993 : Laura Fall, voyage à Florence, de juillet à décembre 93
- 1994 : Muriel Beaumgartner, voyage en Belgique
- 1995 : Genaro De Pasquale, voyage à Prague
- 1996 : Marie-Anne Charles, voyage à New-York
- 1999 : Katia Monaci, voyage en Italie
- 2000 : Judith Colin, voyage à Bâle
- 2001 : Hélène Lamarche, voyage au Maroc
- 2005 : Laurent Ledeunff, voyage au Canada
- 2006 : Amélie Clavier avec un projet de voyage d’études au Japon
- 2007 : Marzia Dalfini avec un projet de voyage à Berlin
- 2008 : Chih-Ting Chan de Taiwan avec un projet pour la Finlande
- 2010 : Marianna Christofides